# Allenatori vincitori della Coppa delle Coppe UEFA

## Vincitori per anno
| Anno    | Nome                 | Club                | Note                                                                                                 |
| ------- | -------------------- | ------------------- | --- |
| 1960-61 | Nándor Hidegkuti     | Fiorentina          | |
| 1961-62 | José Villalonga      | Atlético Madrid     | |
| 1962-63 | Bill Nicholson       | Tottenham           | |
| 1963-64 | Anselmo Fernández    | Sporting Lisbona    | |
| 1964-65 | Ron Greenwood        | West Ham Utd        | |
| 1965-66 | Willi Multhaup       | Borussia Dortmund   | |
| 1966-67 | Zlatko Čajkovski     | Bayern Monaco       | |
| 1967-68 | Nereo Rocco          | Milan               | |
| 1968-69 | Michal Vičan         | Slovan Bratislava   | |
| 1969-70 | Joe Mercer           | Manchester City     | |
| 1970-71 | Dave Sexton          | Chelsea             | |
| 1971-72 | William Waddell      | Rangers             | |
| 1972-73 | Nereo Rocco          | Milan               | Ha vinto il torneo anche nella stagione 1967-68 sempre con il Milan.                                 |
| 1973-74 | Heinz Krügel         | Magdeburgo          | |
| 1974-75 | Valerij Lobanovs'kyj | Dinamo Kiev         | |
| 1975-76 | Hans Croon           | Anderlecht          | |
| 1976-77 | Kuno Klötzer         | Amburgo             | |
| 1977-78 | Raymond Goethals     | Anderlecht          | |
| 1978-79 | Joaquim Rifé         | Barcellona          | |
| 1979-80 | Alfredo Di Stéfano   | Valencia            | |
| 1980-81 | Nodar Akhalkatsi     | Dinamo Tbilisi      | |
| 1981-82 | Udo Lattek           | Barcellona          | |
| 1982-83 | Alex Ferguson        | Aberdeen            | |
| 1983-84 | Giovanni Trapattoni  | Juventus            | Ha vinto il trofeo anche da giocatore nella stagione 1967-68 con il Milan.                           |
| 1984-85 | Howard Kendall       | Everton             | |
| 1985-86 | Valerij Lobanovs'kyj | Dinamo Kiev         | Ha vinto il torneo anche nella stagione 1974-75 sempre con la Dinamo Kiev.                           |
| 1986-87 | Johan Cruyff         | Ajax                | |
| 1987-88 | Aad de Mos           | Malines             | |
| 1988-89 | Johan Cruyff         | Barcellona          | Ha vinto il torneo anche con l'Ajax nella stagione 1986-87.                                          |
| 1989-90 | Vujadin Boškov       | Sampdoria           | |
| 1990-91 | Alex Ferguson        | Manchester Utd      | Ha vinto il torneo anche con l'Aberdeen nella stagione 1982-83.                                      |
| 1991-92 | Otto Rehhagel        | Werder Brema        | |
| 1992-93 | Nevio Scala          | Parma               | |
| 1993-94 | George Graham        | Arsenal             | |
| 1994-95 | Víctor Fernández     | Real Saragozza      | |
| 1995-96 | Luis Fernández       | Paris Saint-Germain | |
| 1996-97 | Bobby Robson         | Barcellona          | |
| 1997-98 | Gianluca Vialli      | Chelsea             | Allenatore-giocatore; ha vinto il trofeo anche da giocatore nella stagione 1989-90 con la Sampdoria. |
| 1998-99 | Sven-Göran Eriksson  | Lazio               | |

## Vincitori per nazionalità
In questa tabella sono elencati i titoli vinti per nazionalità dell'allenatore.
| Nazionalità      | Vittorie | Nome                                                                                 |
| ---------------- | -------- | ------------------------------------------------------------------------------------ |
| Inghilterra      | 6        | Bill Nicholson, Ron Greenwood, Joe Mercer, Dave Sexton, Howard Kendall, Bobby Robson |
| Italia           | 5        | Nereo Rocco (2), Giovanni Trapattoni, Nevio Scala, Gianluca Vialli                   |
| Germania         | 4        | Willi Multhaup, Kuno Klötzer, Udo Lattek, Otto Rehhagel                              |
| Scozia           | 4        | Alex Ferguson (2), William Waddell, George Graham                                    |
| Paesi Bassi      | 4        | Johan Cruyff (2), Hans Croon, Aad de Mos                                             |
| Spagna           | 3        | José Villalonga, Joaquim Rifé, Víctor Fernández                                      |
| Unione Sovietica | 3        | Valerij Lobanovs'kyj (2), Nodar Akhalkatsi                                           |
| Jugoslavia       | 2        | Zlatko Čajkovski, Vujadin Boškov                                                     |
| Ungheria         | 1        | Nándor Hidegkuti                                                                     |
| Portogallo       | 1        | Anselmo Fernández                                                                    |
| Cecoslovacchia   | 1        | Michal Vičan                                                                         |
| Germania Est     | 1        | Heinz Krügel                                                                         |
| Belgio           | 1        | Raymond Goethals                                                                     |
| Argentina        | 1        | Alfredo Di Stéfano                                                                   |
| Francia          | 1        | Luis Fernández                                                                       |
| Svezia           | 1        | Sven-Göran Eriksson                                                                  |

## Plurivincitori
Alex Ferguson e Johan Cruijff sono gli unici due allenatori ad aver conquistato due Coppe delle Coppe con due squadre diverse.
| Nome                 | Vittorie | Edizioni         | Club                     |
| -------------------- | -------- | ---------------- | ------------------------ |
| Nereo Rocco          | 2        | 1967-68, 1972-73 | Milan                    |
| Valerij Lobanovs'kyj | 2        | 1974-75, 1985-86 | Dinamo Kiev              |
| Alex Ferguson        | 2        | 1982-83, 1990-91 | Aberdeen, Manchester Utd |
| Johan Cruyff         | 2        | 1986-87, 1988-89 | Ajax, Barcellona         |